# Uvaria lungonyana
Uvaria lungonyana este o specie de plante angiosperme din genul Uvaria, familia Annonaceae, descrisă de Vollesen. A fost clasificată de IUCN ca specie vulnerabilă. Conform Catalogue of Life specia Uvaria lungonyana nu are subspecii cunoscute.